# Javier Tourón
Javier Tourón Figueroa (Vigo, 13 de diciembre de 1951) es un pedagogo, profesor universitario investigador y escritor español. Catedrático emérito y exvicerector de la Universidad Internacional de la Rioja (UNIR), y catedrático de Métodos de Investigación y Diagnóstico en Educación de la Universidad de Navarra. Es el fundador y director del Centro para Jóvenes con Talento (CTY España). Es referente en el estudio de las altas capacidades intelectualesy el desarrollo del talento.

## Biografía
Javier Touron nació en Vigo (1952). Tras licenciarse en Biología en la Universidad de Santiago de Compostela (1975), realizó el doctorado en Biología en la Universidad de Navarra (1982). En esa misma universidad se licenció en Ciencias de la Educación (1985), y se doctoró (1989).
Como pedagogo y escritor se especializó en la enseñanza de personas con altas capacidades. Ejerció su labor docente como profesor de la Universidad Internacional de Rioja, de la que llegó a ser vicerrector (2015-2021). También trabajó para la Consejería de Educación del Gobierno de  Navarra, elaborando estándares de aprendizaje en Matemáticas y en euskera, castellano e inglés.
El profesor Touron creó junto con el profesor Raúl Santiago, del Departamento de Ciencias de la Educación (UNIR) el portal The Flipped Classroom, un portal abierto a docentes de todas las materias y niveles. El modelo FC es sencillo: el profesor imparte una lección al alumno –habitualmente en forma de vídeo educativo de cincuenta minutos aproximadamente–, y tras el visionado por parte del alumno en su propio domicilio, el alumno realizará diversas preguntas, dudas, y trabajará con base en lo expuesto en la lección, en el aula con el profesor.

## Asociaciones a las que pertenece o ha pertenecido
- Miembro de la Red Iberoamericana de Investigadores sobre Evaluación de la Docencia (RIIED).[10]
- Director de CTY España - Johns Hopkins University Center for Talented Youth International Charter Member.[11]
- Director de la Escuela UNIR de Formación del Profesorado en Tecnología Educativa, Competencias Digitales y Desarrollo del Talento.[12]
- Vicepresidente de la Fundación Familia y Fe.[13]